# Psi v literatuře

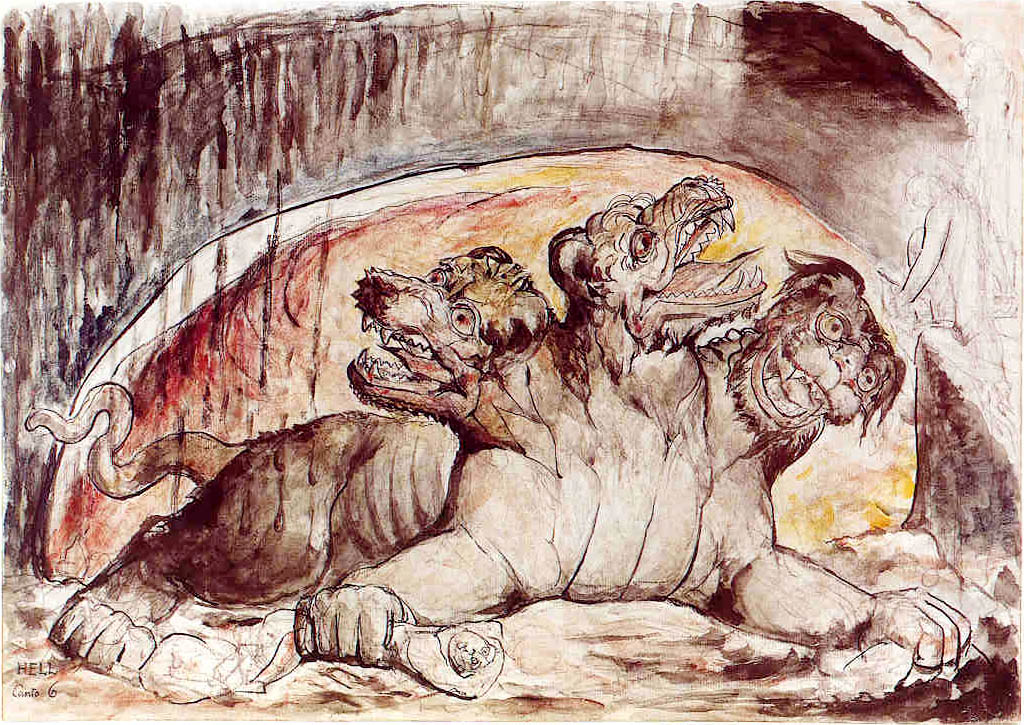
Tříhlavý pes Kerberos

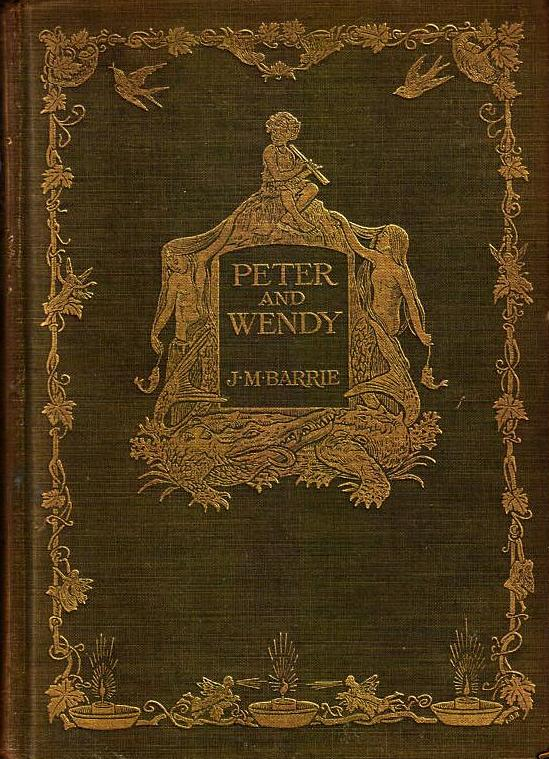
Ke knize Petr Pan (James Matthew Barrie) neodmyslitelně patří i novofundlandský pes Nana, který hlídal děti Darlingových a jež byl inspirován skutečným psem autora

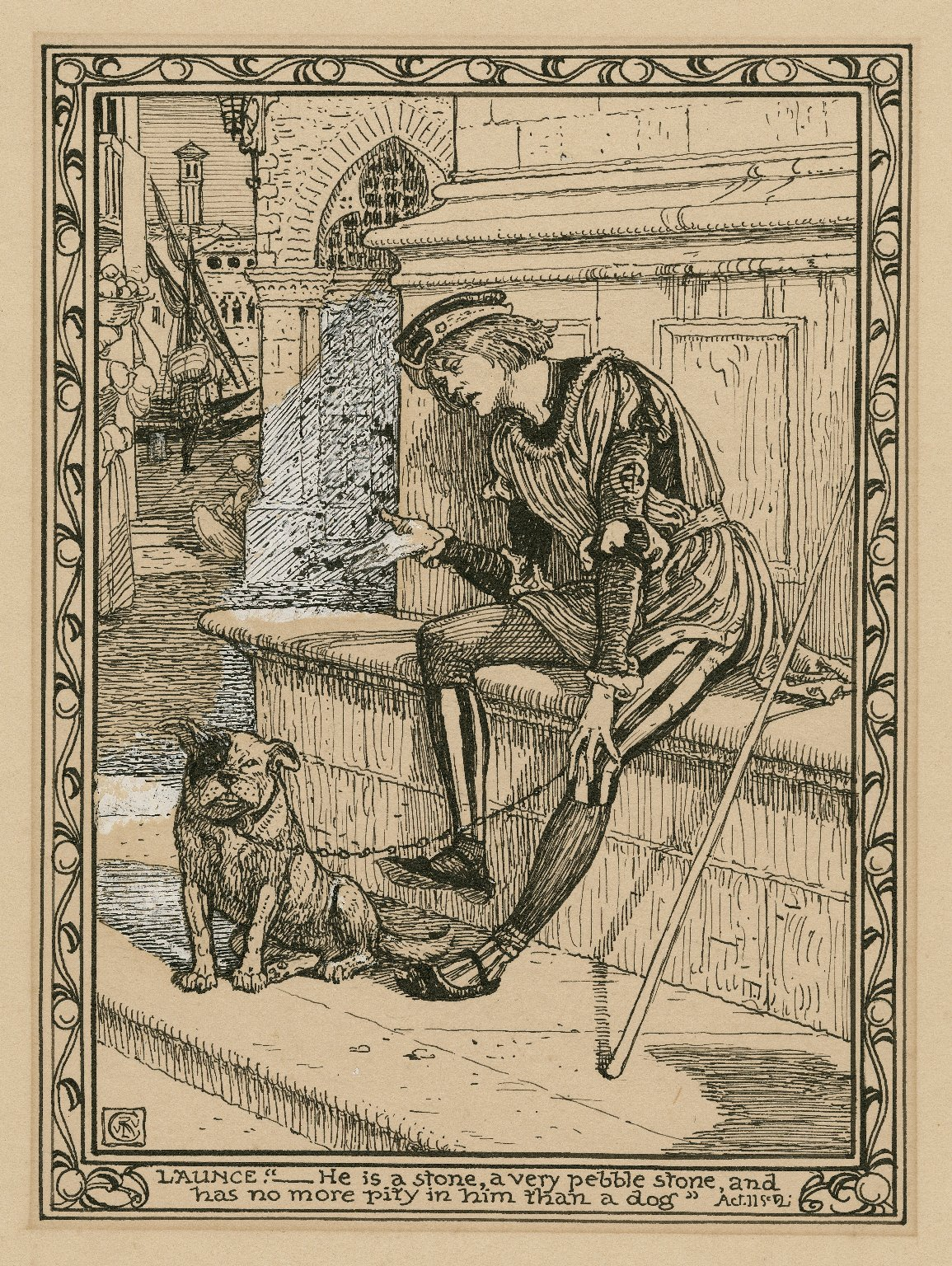
Vyobrazení ze Shakespearovy hry Dva šlechtici z Verony; Launce se svým psem Crabem

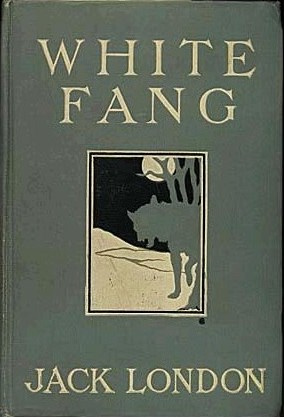
Vydání knihy Bílý tesák z roku 1906

Vztah lidí a psů trvá mnohem déle než je tomu u jiných domácích zvířat, proto můžeme psy v literatuře nalézt například již okolo roku 50 př. n. l., kdy Marcus Terentius Varro, důstojník v Pompejské armádě ve Španělsku, básník a filozof, ve své knize Res Rusticae popisuje různé typy psů, jejich upotřebení, péči o ně i jejich výcvik. Přestože kniha Res Rusticae je pravděpodobně vůbec první knihou, kde je popisována péče o psa, mnohem známější je dílo Římana Plinia staršího; Naturalis historia. Plinius v této knize popisuje například i vzteklinu; „Šílenství psů je nebezpečné lidskému bytí, když svítí psí hvězda Sirius, a to proto, že vyvolává hydrofobii (vzteklinu). V tyto dny učiníme moudré opatření, mícháme-li psům do žrádla trus, ovšem trus drůbeží, nebo, pokud už nemoc vypukla, čmeřici.“

## Antická literatura
Nejstarší zvěrolékařská písemná památka je Kahunský rukopis, staroegyptský, hieroglyfy psaný text z 19. století př. n. l. Pojednává o nemocích psů, býků, ryb a ptáků i o způsobech léčby těchto nemocí (vykuřování, tření léčivými bylinami, pouštění žilou apod.) V té době byly známy také skutečné veterinární zákroky, jako je kastrace ke zvýšení užitkovosti (výkrm) a porodnické znalosti, jako je použití porodních provázků při porodu telete.
Příčinami nemocí psů se zabýval i Hippokratés. Ten dokázal poznatky z pitvy zvířat později přenést i do anatomie člověka. Je také autorem prvního vědeckého zvěrolékařského díla Historia animalium, kde popisuje všechny tehdy známé nemoci zvířat (vzteklina, tetanus, koliky apod.) a metody provádění kastrace.
Dalším starověkým autorem byl římský statkář Lucius Moderatus Columella. Ten popisoval například kupírování ocasu, podle jeho teorie se tedy měl ve čtyřicátém dni života štěněti useknout kus ocasu, který už znovu nenaroste a pes již nebude vnímavý ke vzteklině.
Říman Gratius též psal ve svém díle Cynegetica o psech, avšak z jiného úhlu pohledu. Jeho kniha nepojednávala o péči a výcviku psa, ale o tom, jak se psi podobají svým majitelům a jsou typičtí i pro místo, odkud pocházejí. Jako příklad uvádí bojovné a zuřivé tatarské psy, psy umbrijské, kteří utíkají před nepřáteli nebo arkadské psy, kteří jsou učenliví a chápaví.
Z tohoto výčtu autorů prvních děl o psech a péči o ně lze vyčíst, že plemenitbou a chovem psů se první zabývali především Řekové a Římané. V době antiky bylo mít psa moderní podobně jako vlastnit otroka. Dávala se přednost především molossoidním psům, kteří sloužili především jako hlídači majetku.
V eposu Odyssea Homér popisuje psí charakter; Argose, věrného psa, který na svého pána čekal dvacet let a po jeho příjezdu byl první, kdo ho ihned poznal a přivítal.

## Středověká literatura
Po rozpadu Římské říše již není možné najít mnoho záznamů o psech, informace o nich a jejich ochraně se nám dostávají pouze v podobě zákonů o pytlačení apod. Po roce 1300 napsal král Kastilie Alfonso XI. knihu Libro de la Monteria. Následně své dílo publikoval i Vilém II; Le Art De Venerie. Obě knihy pojednávají o sportovním lovu, kde, mimo jiné, nechybí ani četné zmínky o honech se psy. Později dal knize o lovu vzniknout i Edward, vévoda z Yorku, který svoji knihu napsal v 15. století a pojmenoval ji The Master of Game. Až koncem 16. století vznikla kniha, která se opravdu věnovala pouze psům. Jejím autorem byl i zakladatel College Cambridge John Casius a ve svém díle De Canibus Brittanicis se jako vůbec první pokouší o klasifikaci psů. Jednalo se však o výjimku; většina středověké literatury, která pojednávala i o psech, se věnovala primárně honům.
Několik psů ve svých dílech popisoval i Shakespeare, například ve hře Antonius a Kleopatra popisuje španěly. Též ve Veselých paničkách windsorských se objevují angličtí chrti. Jeho nejcitlivější popis psa je možné najít ve hře Dva šlechtici z Verony, kde Launce láskyplně hovoří o oddanosti svého psa Craba.

## Moderní literatura

### Zahraniční literatura

#### Japonsko
V Japonsku je oblíbená lidová pohádka Hanasaka Jiisan, která vypráví o psu a jeho majitelích. Hlavní charakteristikou literatury o psech 20. století ale je psí odvaha, věrnost, láska a oddanost.
Mezi roky 1978 až 1979 vznikaly též romány japonského spisovatele Džukó Nišimury pojednávající o psu Gorovi. Podle této dvoudílné série knih byl natočen i populární seriál Goro – bílý pes. Příběh pojednává o ztraceném psu a školačce Reiko, která jej hledá. V tehdejším Československu vznikla i skladba, kterou nazpívala Radmila Horáková a text složil Jiří Chalupa.

#### USA
Příkladem je kříženec psa a vlka Bílý tesák od Jacka Londona, který je oblíbenou četbou a získal si mnoho obdivovatelů. O kříženci psa a vlka psal i úspěšný americký spisovatel Zane Grey. Spisovatel E. B. White napsal knihu podobnou té od Karla Čapka s tím rozdílem, že zde je hlavním aktérem pudl. Mezi ale vůbec nejznámější novodobou povídku o psech patří ta od Erica Knighta; Lassie se vrací. Tato povídka se stala bestsellerem a na jejím základě vzniklo i několik filmů.
Virginia Woolfová v románu Flush: příběh lásky a přátelství (1933) popisuje život básnířky Elizabeth Barrettové-Browningové z neobvyklé perspektivy jejího kokršpaněla Flushe, zabývá se psychologií psů a složitostí jejich vztahu k lidem.
John Steinbeck v knize Toulky s Charliem také popisuje psí charakter, tentokrát se jedná o psího společníka, který s ním procestoval celou pevninskou část Spojených států.

#### Spojené království
J. M. Barrie ve své knize Petr Pan o nestárnoucím chlapci popisuje psí charakter. Vysvětluje, že Darlingovi byli moc chudí na to, aby si mohli pořídit pro děti chůvu, proto raději koupili novofundlanďanku Nanu.

#### Francie
Populární, především díky filmovému a televiznímu zpracování, se stal pyrenejský horský pes Bella z románu Bella a Sebastián (Belle et Sébastien) Cécile Aubryové.

#### Rusko
Fjodor Michajlovič Dostojevskij též ve své knize Zápisky z mrtvého domu popisuje strasti vězeňského života, kdy jeho jediným přítelem je vězeňský pes Šarik. Ten jej vždy vítá, když se vrací z nucené práce: „To je přítel, kterého mi posílá osud! Pomyslel jsem si, a pak jsem pokaždé po návratu z práce během toho prvního a tak bolestného období spěchal s Šarikem ze všeho nejdříve za baráky.“

### Česká literatura
Karel Čapek vypráví o osudech drsnosrstého foxteriéra Dášenky v knize Dášeňka čili život štěněte, inspirované skutečným hrubosrstým foxteriérem, kterého Čapek vlastnil.
Z českých knih pro mládež je též populární Poláčkův pes Pajda z Bylo nás pět nebo Bublina z Foglarových příběhů Rychlých šípů.

### Příbuzná témata
V moderní, převážně brakové, literatuře se též objevují tzv. vlkodlaci, tedy lidé, kteří se mění v obludu podobnou psu nebo vlku. Tato pohádková bytost ale bývá popisována již od raného středověku.